# Beremendi Cementmű vasútállomás
Beremendi Cementmű vasútállomás egy Baranya vármegyei állomás, amit a MÁV üzemeltet, Nagyharsány településen. Jelenleg Villány felől idáig rendszeres a teherforgalom.

## Vasútvonalak
A megállóhelyet az alábbi vasútvonalak érintik:
- Középrigóc–Villány-vasútvonal

## Kapcsolódó állomások
A vasúti megállóhelyhez az alábbi állomások vannak a legközelebb:
- Villány elágazás (Középrigóc–Villány-vasútvonal)
- Nagyharsány vasútállomás (Középrigóc–Villány-vasútvonal)

## Forgalom
A vasútvonalon a személyforgalom 2007. március 4. óta szünetel.

## Megközelítése
A vasútállomás Nagyharsány központjától körülbelül 2 kilométerre délre, a szomszédos Kistapolcától hasonló távolságra északra helyezkedik el, a névadó beremendi iparvállalattól mintegy 3 kilométer távolság választja el. Közúti megközelítését az 5708-as útból kiágazó rövid, önkormányzati fenntartású bekötőút teszi lehetővé.